# Breznaglasnica
Breznaglásnica, naslónka ali klítika je v jezikoslovju beseda ali njena oblika, ki je brez naglasa. Toporišič naslonke razdeli na predslonke (proklitike; vežejo se na naglašeno besedo za seboj) in zaslonke (enklitike; vežejo se na naglašeno besedo pred seboj) oblike.
Naglasa ne pišemo na:
- pravih predlogih (od, za, pred ...; po césti)
- veznikih (in, ter, ko, ki ...; nevésta in žénin)
- členkih (še, tudi, naj ...; tudi ôn)
- oblikah pomožnega glagola biti (sem, si, je ...; zavrískal je)
- kratkih oblikah osebnega zaimka (me, mi, me, je, ji, jo ...; glédam jo)
- osebno povratnem zaimku (se) in na se v glagolih tipa umíti se (zamísliti se)
- nekaterih pridevnikih v stalnih besednih zvezah (dober dán)

Slednje skupine, pridevnike v določenih stalnih besednih zvezah (dobro jutro, dober dan, lahko noč, sveti Jurij, šent Vid ipd.), nekateri ne priznavajo kot naslonke, temveč kot priložnostno naslonske besede. Le-te imajo v drugih primerih svoj naglas.